# 시공을 넘어 우주를 넘어/Password is 0
《토키오코에 소라오코에/Password is 0》(時空を超え 宇宙を超え/Password is 0 시공을 넘어 우주를 넘어/패스워드 이즈 제로[*])는 2014년 4월 16일 발매된 모닝구무스메'14의 쉰여섯 번째 싱글이다.

## 개요
- 초회한정반 A, B, C, D, 통상반 A, B의 6 형태로 발매.
- 초회한정반 A, B, C에는 DVD가 같이 수록되고 있다.
- 모든 초회한정반에는 이벤트 추첨 일련 번호 카드가 봉입되고 있다.
- 싱글 곡 중 "Password is 0"는 KDDI 오키나와 셀러 전화 "au의 학생 할인" CM송이며, 모리산츄의 오오시마 미유키와 쿠로자와 카즈코와의 콜라보레이션 CM 한정 유닛 "모리무스메。" 명의로서 초회생산한정반 D, 통상반 A, B에 수록된다.

## 수록곡

### CD

#### 초회한정반 A · B · C
1. 時空を超え 宇宙を超え
작사, 작곡 : 층쿠 / 편곡 : 오쿠보 카오루
2. Password is 0
작사, 작곡 : 층쿠 / 편곡 : 오쿠보 카오루
3. 時空を超え 宇宙を超え (Instrumental)
4. Password is 0 (Instrumental)

#### 초회한정반 D · 통상반 A · B
1. 時空を超え 宇宙を超え
2. Password is 0
3. Password is 0 (モリ娘。Ver.)
작사, 작곡 : 층쿠 / 편곡 : 오쿠보 카오루 / 노래 : 모리무스메 (모닝구무스메'14, 모리산츄(오오시마 미유키, 쿠로자와 카즈코))
4. 時空を超え 宇宙を超え (Instrumental)
5. Password is 0 (Instrumental)

### DVD
초회한정반 A
1. 時空を超え 宇宙を超え (Music Video)

초회한정반 B
1. Password is 0 (Music Video)

초회한정반 C
1. 時空を超え 宇宙を超え (Dance Shot Ver.)

초회한정반 D
1. Password is 0 (Dance Shot Ver.)
2. Password is 0 (モリ娘。スペシャルムービー)

## 차트
- 일간최고순위 1위 (오리콘 차트)
- 주간최고순위 1위 (오리콘 차트)